# 基爾福伊爾鎮區 (內布拉斯加州卡斯特縣)
基爾福伊爾鎮區（英語：Kilfoil Township）是位於美國內布拉斯加州卡斯特縣的一個行政鎮區。

## 地方資料
基爾福伊爾鎮區的面積為298.57平方千米，當中陸地面積為298.48平方千米，而水域面積為0.09平方千米。根據2020年美國人口普查的數據，當地共有人口592人，而人口密度為每平方千米1.98人。